# Rémelange
Ne doit pas être confondu avec Rumelange.
Rémelange (également orthographié Remelange) est un quartier de la commune de Fameck en Moselle.
Il est classé quartier prioritaire, avec 3 377 habitants en 2018, pour un taux de pauvreté de 51 %.

## Toponymie
- Rumeliacum (855), Remelangues (1250), Remelenges (1461), Ramelanges (1594), Romelange (1689)[2], Remelange (notice EHESS/Cassini).
- En allemand Remelingen[2], en francique lorrain Remléngen[3].

## Histoire
- Faisait partie de la mairie et de la communauté de Morlange avant 1790.
- Il y avait à Rémelange un fief lorrain sous le bailliage d'Apremont.
- Faisait partie de 1790 à 1802 du canton de Florange.
- C'était une annexe de la commune de Morlange-lès-Rémelange jusqu'à son rattachement à Fameck par un décret du 8 novembre 1810.
- En 1960, une ZUP est construite au cœur du village[4].

## Lieux et monuments

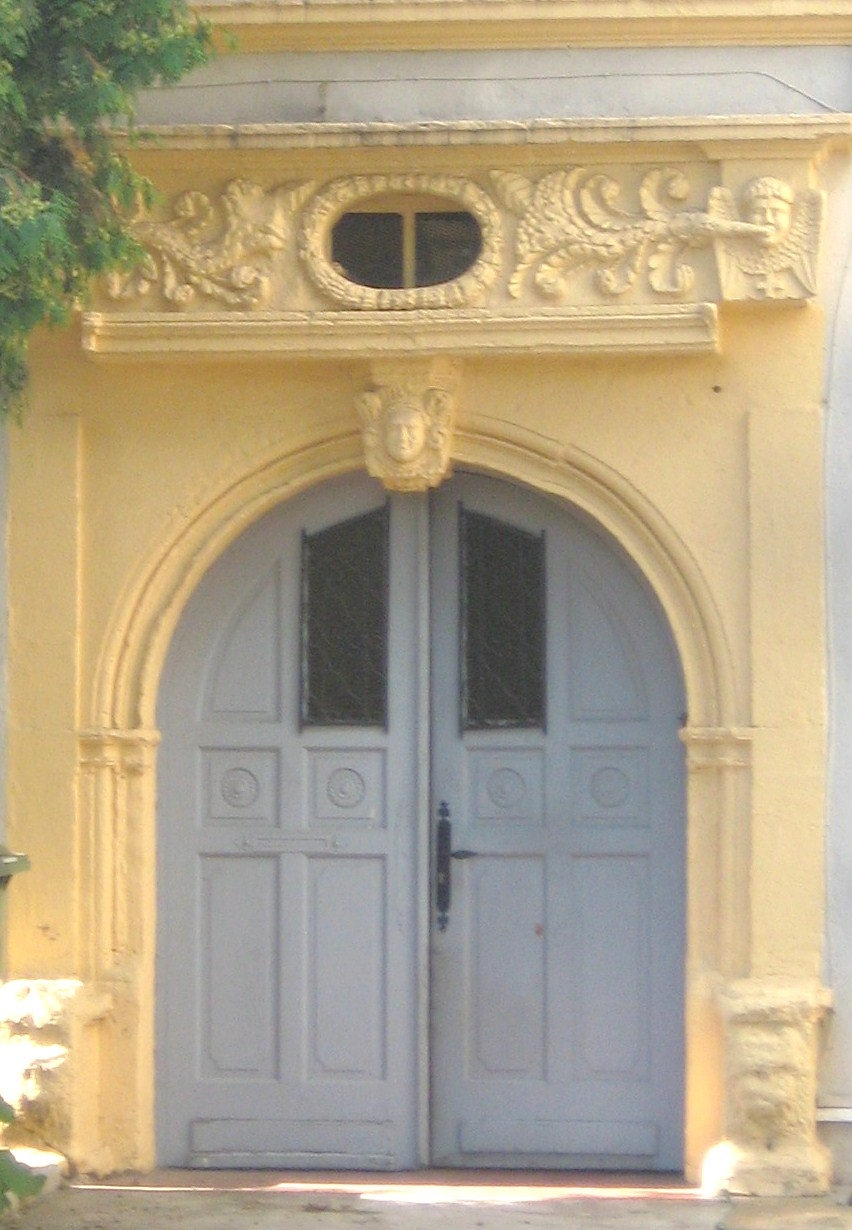
Porte du château de Rémelange.

- Château de Rémelange (XVIe siècle)[5].
- Chapelle en métal (XXe siècle).